# Parnoprstaši
Parnoprstaši (Cetartiodactyla, Artiodactyla) su red viših sisavaca (Eutheria). Obuhvaćaju oko 220 vrsta od kojih neke, a posebno porodica šupljorošci, imaju vrlo velik gospodarski značaj. 

## Osobine
Parnoprstaši su dobili ime jer imaju parni broj prstiju, dva ili četiri. Srodnost među pojedinim grupama uočio je zoolog Richard Owen u 19. stoljeću i uveo nazive "neparnoprstaši" i "parnoprstaši". Uzdužna os noge nalazi se kod parnoprstaša između trećeg i četvrtog prsta. Ta dva srednja prsta su najizraženija. Prvobitni prvi prst može se naći samo kod fosilnih predstavnika a kod današnjih parnoprstaša potpuno nedostaje. Drugi i peti prst su različito razvijeni: kod vodenkonja koje se smatra razvojno starijim, oni su još veliki i potpuno funkcionalni. Kod velikog broja parnoprstaša, kao, npr. jelena, antilope, goveda i koze drugi i peti prst su bitno smanjeni i više ne dodiruju podlogu. Kod nekih drugih porodica parnoprstaša, kao kod deva i žirafa je povlačenje tih prstiju otišlo tako daleko, da drugi i peti prst više nemaju niti u rudimentarnom obliku.

## Podrijetlo
Kao i mnogi dugi sisavci, parnoprstaši su se pojavili prije oko 54 milijuna godina u vrijeme ranog eocena. Ti rani parnoprstaši s četiri ili pet razvijenih prstiju a hranili su se mekim dijelovima bilja kao i lišćem. U razdoblju kasnog eocena, prije oko 46 milijuna godina razvila su se već sva tri i danas postojeća podreda: svinjolike životinje ili nepreživači (Suina), Tylopodi i preživači (Ruminantia). 

## Sistematika
Anatomija probavnog trakta parnoprstaša je podloga za njihovu podjelu. Svinje, pekariji i 
vodenkonji imaju želudac podijeljen na dva odnosno tri dijela, i probavljaju ju direktno, bez preživanja. Radi toga su svrstani u nepreživače. Svi drugi parnoprstaši preživaju. Prema današnjim spoznajama, ta se sposobnost razvila dva puta, nezavisno jedna od druge. Radi toga se danas deve ne ubrajaju prave preživače, nego u Tilopode.
- Podred nepreživači, svinjoliki (Suina)

- porodica pravih svinja (Suidae)
- porodica pekarija (Tayassuidae)
- porodica vodenih konja (Hippopotamidae)

- Podred Tylopoda

- porodica deva (Camelidae)

- Podred preživači (Ruminantia)

- porodica žirafe (Giraffidae) dvije vrste žirafa i okapi
- porodica moškavaca (Moschidae) (ponekad nazivani i mošusni jeleni)
- porodica patuljastih moškavaca (Tragulidae)
- porodica rašljoroge antilope (Antilocapridae) s jednom vrstom rašljoroga antilopa
- porodica jelena (Cervidae)
- porodica šupljorožaca (Bovidae) u koju se ubrajaju goveda, antilope, ovce, koze i sl.

I kitovi vode podrijetlo od parnoprstaša. U vrijeme klasične sistematike, oni su tvorili zaseban red. Međutim, danas ih se uključuje u kladogram parnoprstaša. Slijedi pojednostavljeni prikaz filogenetske sistematike parnoprstaša:
```
Artiodactyla (parnoprstaši)
 |-- Suina (nepreživači)
 |    |-- N.N.
 |    |    |-- Hippopotamidae (vodenkonji)
 |    |    `-? Cetacea (kitovi)
 |    `-- Suoidea (svinje i pekariji)
 `--Selenodontia
     |-- Tylopoda (deve, tilopodi)
     `-- Ruminatia (preživači)
          |-- Tragulidae (patuljasti moškavci)
          `-- Pecora (životinje s obrambenim rogovima)
               |-- Giraffidae (žirafa i okapi)
               `-- N.N.
                    |-- Cervoidea
                    |    |-- Moshidae (moškavci ili mošusni jeleni)
                    |    `--N.N.
                    |        |-- Antilocapridae (rašljoroge antilope)
                    |        `-- Cervidae (jeleni)
                    `-- Bovidae (šupljorošci ili životinje šupljih rogova)
```

## Izumrli rodovi
- Archaeotherium je izmurli rod iz porodice: Entelodontidae; Leidy (1850.)